# دارون مالاکیان
دارون وارطان ملکیان (به ارمنی: Տարոն Մալաքեան) (به انگلیسی: Daron Vartan Malakian)؛ زادهٔ ۱۸ ژوئیه ۱۹۷۵) نوازنده، خواننده، ترانه‌سرا و تهیه‌کننده موسیقی ارمنی-آمریکایی است.
پدرش «وارطان» از ارمنی‌های عراق و مادرش «زپیور» از ارمنی‌های ایرانی هستند. وی بیشتر به عنوان نوازنده گیتار، ترانه‌سرا و خواننده دوم گروه متال سیستم آو ا داون شناخته می‌شود. دارون همانند بقیه اعضای گروه سیستم آو ا داون، ارمنی‌تبار است ولی تنها فردی در گروه است که در ایالات متحده آمریکا متولد شده است. او در سال ۲۰۰۸ گروهی با نام اسکارز آن برودوی تشکیل داد.
وی به خاطر نواختن متمایزش شناخته شده است و در لیست «۵۰ گیتاریست برتر در سبک هارد راک و متال ادوار» از مجله لاد وایر در جایگاه ۱۴ ام قرار گرفت. همچنین در نظر سنجی «۲۰ گیتاریست برتر متال کنونی» انجام شده توسط وبسایت میوزیک ریدر، یازدهم شد. او در لیست «۱۰۰ گیتاریست برتر هوی متال در همه زمان‌ها» در جایگاه ۳۰ ام قرار گرفت.

## زندگی‌نامه
دارون وارطان ملکیان در هالیوود کالیفرنیا به دنیا آمد و تنها فرزند وارطان و زپیور ملکیان بود. پدر و مادر او از مهاجران ارمنی‌تبار هستند. وارطان ملکیان نقاش، رقصنده و طراح رقص و زپیور ملاکیان مجسمه‌سازی است که در اوایل دوران حرفه‌ای خود به آموزش مجسمه‌سازی در سطح دانشگاه پرداخت.
ملاکیان در سنین پایین وارد موسیقی هوی متال شد و شروع به گوش دادن به ادی ون هیلن، اروسمیت، دف لپارد، بلک سبث، آیرن میدن، جوداس پریست، موتورهد و آزی آزبورن کرد.
او همیشه می‌خواست درام بزند، اما والدینش به جای آن برای او یک گیتار گرفتند.
دارون برای اولین بار در سن ۱۱ سالگی گیتار را در دست گرفت.
وی در مصاحبه ای گفت: «در یک سال و نیم اول، یادگرفتم که چگونه با گوش بنوازم و خوب کار کردم. پس از چند سال به عنوان یک گیتاریست شهرت پیدا کردم و در ۱۶ یا ۱۷ سالگی در واقع متوجه شدم که این ابزار آهنگسازی خوبی است، و بیش از هر چیز، این چیزی است که من احساس می‌کنم.»
ملکیان در دوران نوجوانی به گروه‌های ترش متال مانند اسلیر، [ونوم]، متالیکا، پنترا و سپولترا گوش می‌داد. او سپس شروع به گوش دادن به بیتلز کرد و از جان لنون به عنوان یکی از بزرگ‌ترین تأثیرات خود به عنوان یک ترانه‌سرا یاد کرد. او همچنین از گروه‌های دیگر بریتانیایی مانند کینکس، د هو به عنوان تأثیرات اصلی و همچنین فولک راک را پیشگام پانک نام می‌برد.
دارون به مدرسه ارمنی رز و الکس پیلیبوس در سمت لس فلیز هالیوود رفت، که همکاران آینده اش شاوو اودادجیان و اونترونیک خاچاتریان (درامر قبلی سیستم آو ا داون) نیز در آن شرکت کردند. سرژ تانکیان، خواننده سیستم آو ا داون نیز در مدرسه حضور داشت، اما او چندین سال بزرگتر از ملکیان و دیگران بود.

## تشکیل گروه
ملکیان در سال ۱۹۹۳ با سرژ تانکیان ملاقات کرد، در حالی که هر دو در یک استودیوی تمرین مشترک، در گروه‌های مختلف حضور داشتند.
تانکیان برای یک گروه، کیبورد می‌نواخت و ملکیان برای گروه دیگری گیتار می‌زد و آواز می‌خواند. آنها یک گروه به نام Soil (خاک) را با نوازنده بیس (دیو هاکوپیان) و (درامر دومینگو لارینو) تشکیل دادند. شاوو اودادجیان نخست مدیر و سپس نوازنده ریتم گیتار شد.
Soil از هم پاشید و ملکیان، تانکیان و اودادجیان (که به گیتار بیس روی آورد) گروه جدیدی را با استفاده از نام "System of a Down" بر اساس شعری که ملکیان نوشت، تشکیل دادند.
عنوان شعر (victims of a down) "قربانیان یک سقوط" بود، اما اودادجیان فکر می‌کرد "سیستم" کلمهٔ قوی تری از "قربانیان" است.
آنها سپس اونترونیک خاچاتریان (درامر) را به خدمت گرفتند که در سال ۱۹۹۷ جان دالمایان جایگزین او شد.